# Andrewsianthus scabrellus
Andrewsianthus scabrellus là một loài rêu tản trong họ Jungermanniaceae. Loài này được (C. Massal.) R.M. Schust. ex J.J. Engel mô tả khoa học lần đầu tiên năm 2007.